# سیارک ۲۹۳۲۸
سیارک ۲۹۳۲۸ (به انگلیسی: 29328 Hanshintigers، نامگذاری:1994TU14) بیست و نه هزار و سیصد و بیست و هشتمین سیارک کشف شده‌است که در ۱۳ اکتبر ۱۹۹۴ کشف شد.